# Mysidobdella borealis
Mysidobdella borealis är en ringmaskart som först beskrevs av Karl Erik Johansson 1898.  Mysidobdella borealis ingår i släktet Mysidobdella och familjen fiskiglar. Inga underarter finns listade i Catalogue of Life.